# Vethake
Vethake (ook: Vethacke) is een Nederlandse, van oorsprong Duitse familie die vooral docenten, predikanten en militairen voortbracht.

## Geschiedenis
De stamreeks begint met Johann Conrad Vethacke, burgemeester van Wezel en 1e assessor van het Landgericht aldaar. Hij werd geboren tussen 1741 en 1746, vermoedelijk als zoon van Mauritz Conrad Vethacke (†1780), koninklijk Pruisisch Hoffiscaal. Hij overleed te Wezel op 1 oktober 1796.
Een zoon, Conrad Diederich Frantz Vethacke (1775-1837) kwam naar Nederland, werd er hoofdonderwijzer en trouwde er. Hij werd de stamvader van de Nederlandse tak.
De Nederlandse tak van de familie werd in 1920 opgenomen in het genealogische naslagwerk Nederland's Patriciaat.

## Enkele telgen
Conrad Diederich Frantz Vethacke (1775-1837), hoofdonderwijzer
- Hendrik Willem Vethake (1823-1886), institeur
  - ds. Karel Willem Vethake (1851), predikant
  - Jan Frederik Vethake (1854), kapitein der infanterie
  - Hannah Vethake (1856-1928); trouwde in 1885 met ds. Eduard Theodorus Ploos van Amstel (1858-1923), predikant, lid van de familie Ploos van Amstel
  - ds. Hendrik Willem Vethake (1857-1927), predikant
    - Johannes Jelis Vethake (1890), kapitein der infanterie

  - Mary Jane Vethake (1859-1942); trouwde in 1884 met ds. Johannes Pot (1855-1907), predikant
  - John Vethake (1865-1936), majoor der infanterie
    - Victor Emilius Vethake (1885-1945), predikant, ging daarna over tot de Rooms-katholieke godsdienst
- Jan Coenraad Vethake (1827-1887), leraar aan het Athenaeum te Deventer, institeur, schoolopziener
  - Elisabeth Wilhelmina Vethake (1854-1930); trouwde in 1872 met Fredericus Franciscus Steenberghe (1823-1892), generaal-majoor, lid van de familie Steenberghe
    - Flora Leopoldine Remcoline Steenberghe (1873-1944); trouwde in 1900 met jhr. Herman Hendrik Röell (1875-1959), archvaris van Haarlem, genealoog, lid van de familie Röell; Röell hertrouwde in 1917 met Louise Henriette Dólleman (1880-1969), lid van de familie Dólleman
    - Jeanne Henriette Eulalie Steenberghe (1874-1954); trouwde in 1895 met Gerardus Frederik Noordhoek Hegt (1869-1940), kapitein-ter-zee
    - Eulalie Conradine Elisabeth Steenberghe (1876-1957); trouwde in 1896 met Florent van Wageningen (1869-1919), kapitein-ter-zee
    - Frédéric Ghislain Henri Maximilien Steenberghe (1878-1930), 1e luitenant infanterie
    - Elisabeth Augusta Johanna Esther Steenberghe (1880-); trouwde in 1909 met Cornelis Johannes Bruyn (1873-), majoor infanterie

  - Geertruida Petronella Remcoline Vethake (1855); trouwde in 1889 met Christian Carl Ludwig Gustav Steinhauer (1860), luitenant à la suite
  - Johanna Conradina Vethake (1857-1928), vriendin van de schrijvers Louis Couperus (1863-1923) en Elisabeth Couperus-Baud (1867-1960); trouwde in 1884 met Frederik Böthlingk (1850-1901), luitenant-ter-zee, ridder in de Militaire Willems-orde, lid van de familie Böhtlingk
    - Charlotte Henriette Remcoline Böthlingk (1887-1950); trouwde met Alexander Hendrik Willem van Blijenburgh (1877-1960), luitenant bij de cavalerie, schermer, winnaar van een bronzen medaille op de Olympische Zomerspelen 1906 (onderdeel degen), vrienden van het schrijversechtpaar Louis Couperus-Baud
- Hieronymus Adrianus Vethacke (1833-1894), institeur, schoolopziener
  - Elisabeth Wilhelmina Vethacke (1863-1935); trouwde in 1893 met ds. Frederic Carel Antonius Pantekoek (1859-1917), predikant
  - Henriette Jacoba Vethake (1869-1953); trouwde in 1897 met Peter  Alexander Spaan (1853-1941), luitenant-generaal titulair, militiecommissaris in Zeeland, lid Hoog Militair Gerechtshof
  - Cornelia Wilhelmina Vethake (1871-1950); trouwde in 1895 met Willem Carel Momma (1864-1918), kapitein der infanterie

Geslachten die opgenomen zijn in het sinds 1910 verschijnende genealogische naslagwerk Nederland's Patriciaat. Lijst volgens opgave van het CBG Centrum voor familiegeschiedenis.
A · B · C · D · E · F · G · H · I · J · K · L · M · N · O · P · Q · R · S · T · U · V · W · Y · Z